# Macaranga
Macaranga Thouars, 1806 è un genere di alberi tropicali della famiglia delle Euforbiacee.

## Distribuzione e habitat
Il genere è presente in Africa, Asia e nell'area meridionale dell'Oceano Pacifico.

## Tassonomia
Il genere comprende oltre 300 differenti specie.

## Ecologia
La loro capacità di adattarsi a suoli con scarsi nutrienti, quali quelli in cui la vegetazione sia stata distrutta da incendi, le fa considerare piante pioniere.
Alcune specie di Macaranga hanno sviluppato adattamenti strutturali che le fanno collocare tra le piante mirmecofile: alcune di esse presentano lungo i fusti delle cavità (domazie) che offrono rifugio a colonie di formiche (Crematogaster spp., Camponotus spp.), che in cambio offrono protezione dagli insetti fitofagi; altre (p.es. M. triloba), producono corpi nutritivi ricchi di lipidi, che fungono da nutrimento per le formiche medesime.